# Carolina Venegas
Carolina Paola Venegas Morales (28 settembre 1991) è una calciatrice costaricana, attaccante del Saprissa e della nazionale costaricana.

## Palmarès

### Club

#### Titoli nazionali
- Campionato portoghese: 1

Sporting Lisbona: 2016-2017
- Campionato costaricano femminile: 3

Deportivo Saprissa: 2012, 2014, 2015
- Coppa del Portogallo femminile: 1

Sporting Lisbona: 2016-2017
- Supercoppa di Portogallo: 1

Sporting Lisbona: 2017

#### Titoli internazionali
- Campeonato Interclubes Femenino de UNCAF: 1

Deportivo Saprissa: 2019

### Nazionale
- Juegos Deportivos Centroamericanos: 1

2013

### Individuale
- Capocannoniera del campionato costaricano: 3

2014 (21 reti), 2015 (45 reti), 2021 (23 reti)